# Almanij
Almanij, qui est l'acronyme de Algemene Maatschappij voor Nijverheidskrediet était une holding belge active dans les services financiers. Elle fait partie depuis mars 2005 du groupe KBC.

## Composition
Le groupe Almanij  se composait de quatre compagnies : 
- Gevaert NV (investment company which owns 27,2% of Agfa-Gevaert) (Almanij 100 %)
- Almafin (Almanij 100 %)
- KBC Bank (Almanij 69,18 %)
- Kredietbank Luxembourgeoise (KBL) (Almanij 78,60 %)

## Historique
En 1998, les banques belges Kredietbank et Banque CERA ainsi que la compagnie d'assurances belge ABB fusionnent sous le nom de KBC Bancassurance Holding.
En mars 2005, Almanij a été absorbé par KBC Bancassurance Holding en prenant le nom de Groupe KBC.